# Fabrice Bousba
Fabrice Bousba est un directeur de production, régisseur général français, assistant réalisateur, acteur et auteur.

## Filmographie

### Acteur de télévision
- 2001 : Julie Lescaut, épisode Beauté fatale : L'interne
- 2003 : Rien ne va plus (téléfilm)  de Michel Sibra : Chef-électricien
- 2004 : Julie Lescaut, épisode Un homme disparaît d'Alain Wermus : Le médecin SAMU
- 2007 : Sauveur Giordano, épisode Descente aux enfers : Policier hôpital 2

### Acteur de cinéma
- 2000 : Faux contact d’Éric Jameux (court métrage) : Le policier près de la cabine
- 2002 : Sans raison apparente de Stéphane Franchet
- 2003 : Fanfan la Tulipe de Gérard Krawczyk : Paysan 2
- 2003 : Tais-toi ! de Francis Veber : Le policier fourgonnette banalisée
- 2005 : Yvan le prévisible (court métrage) de Foued Mansour : Yvan[1]
- 2009 : La Raison de l'autre (court métrage) de Foued Mansour : Interlocuteur de la CAF (voix)

### Directeur de production
- 2000 : Faux contact d’Éric Jameux (court métrage)
- 2006 : Qui m'aime me suive de Benoît Cohen (assistant directeur de production)
- 2009 : Les Violette de Benoît Cohen
- 2011 : Un homme debout (court métrage) de Foued Mansour
- 2013: Aigues-Mortes, un port pour les croisades (docu-fiction) de Ben Fontana
- 2022: 30 Monédas (série) de Alex de La Iglesia
- 2023: Nudes (série) de Sylvie Verheyde, de Lucie Borleteau et de Andréa Bescond
- 2023: Pompéï de Nathalie Najem
- 2024: Marius et les gardiens de la cité phocéenne de Tony Datis
- 2024: Bombonera de Syrine Boulanouar
- 2025: Du Fioul dans les artères de Pierre Le Gall

### Assistant réalisateur
- 2001 : Vertiges de l'amour de Laurent Chouchan
- 2002 : L'Ancien (court métrage) de Nicky Naudé et Emmanuel Rodriguez (premier assistant réalisateur)
- 2003 : Diane, femme flic (série télévisée) (assistant réalisateur stagiaire)
- 2005 : Le Piège (court métrage) d’Alix Delaporte

### Régisseur Général
- 2003: Touriste? Oh, yes de Jean-Pierre Mocky
- 2004: Les gens honnêtes vivent en France de Bob Decout
- 2007: 13 French sreet de Jean-Pierre Mocky
- 2009 : Ticket gagnant (téléfilm)  de Julien Weill (réalisateur)
- 2010: Les insomniaques de Jean-Pierre Mocky
- 2010: The game de Nader Galal
- 2010: L'hiver dernier de John Shank
- 2011: L'étoile du jour de Sophie Blondy
- 2013: Les Salauds de Claire Denis
- 2013: Bon rétablissement de Jean Becker
- 2014: Les 3 sœurs (série) de Valérie Bruni-Tedesci
- 2014: Love de Gaspar Noé
- 2015: Cessez le feu de Emmanuel Courcol
- 2015: La folle histoire de Max et Léon de Jonathan Barre
- 2015: Primaire de Hélène Angel
- 2016: Tout nous sépare de Thierry Klifa
- 2016: Nos patriotes de Gabriel Le Bomin
- 2017: Bonhomme de Marion Vernoux
- 2017: Jeux d'influence (série saison 1) de Jean-Xavier De Lestrade
- 2017: Le collier rouge de Jean Becker
- 2018: La vérité si je mens - les débuts de Michel Munz et Gérard Bitton
- 2019: Libres de Gabriel Le Bomin
- 2019 : 100 kilos d'étoiles de Marie-Sophie Chambon
- 2020 : Un Triomphe de Emmanuel Courcol
- 2020: De Gaulle de Gabriel Le Bomin
- 2020: Le temps des secrets de Christophe Barratier
- 2021: Skam 9 & 10 (série) de Shirley Monssarat
- 2021: Jeux d'influence (série saison 2) de Jean-Xavier De Lestrade
- 2022: Le roi des ombres de Marc Fouchard
- 2022: Moi vivant, vous ne serez... de Baptiste Debraux